# Hydroporus multiguttatus
Hydroporus multiguttatus är en skalbaggsart som beskrevs av Régimbart 1878. Hydroporus multiguttatus ingår i släktet Hydroporus och familjen dykare. Inga underarter finns listade i Catalogue of Life.